# 10e détachement frontalier mobile
Le 10e détachement frontalier mobile, en ukrainien : 10-й мобільний прикордонний загін, est un détachement du gardes frontières ukrainiennes basée à Kiev et dépendant du commandement central.

## Historique
La Dixième unité distincte d'intervention opérationnelle, en ukrainien Десятий Окремий Загін Оперативного Реагування abréviée D.O.Z.O.R.
En avril 2018 ont été créées des unités à Kharkiv, Jytomyr, Lviv, Kherson, Kharkov et Odessa ; une section particulière, Dozor-M pour agir sur la mer d'Azov et la mer Noire.

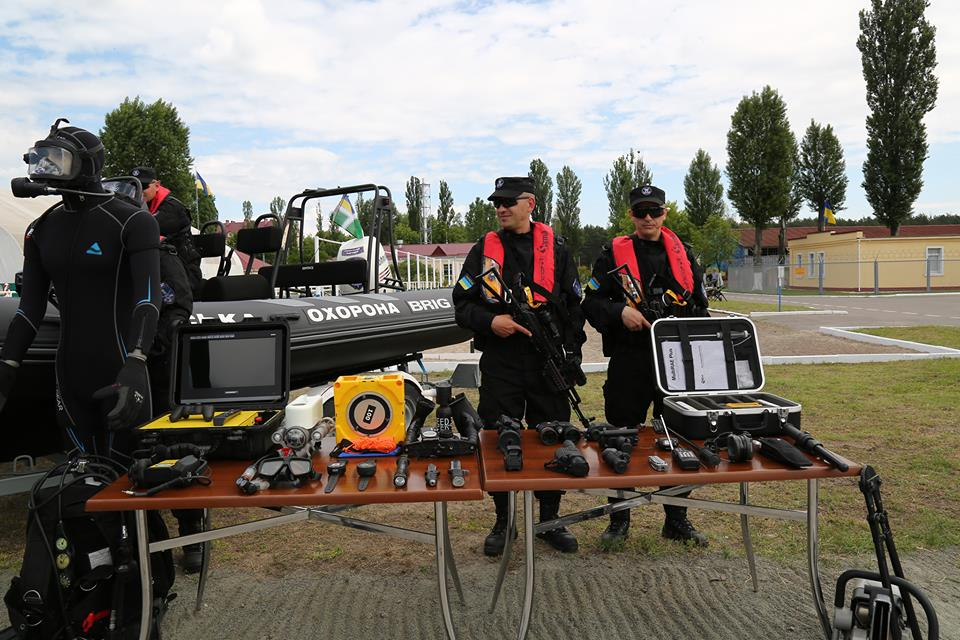
Le 10e en mai 2016.

## Commandement
Maksim Balagoura.